# Салават Юлаев (пещера)
Вижте пояснителната страница за други значения на Салават Юлаев.
Пещерата „Салават Юлаев“ (Салавата) (на башкирски: Салауат мәмерйәһе) се намира в южната част на планината Урал, близо до село Макарово и попада в Ишимбаев район на Башкортостан. През 1985 г. скалата Калим-ускан, заедно с пещерата в нея, е обявена за природен паметник от регионално значение. Първите спелеоложки изследвания и картографиране на Салавата са направени през 2004 година.

## Местонахождение
Пещерата на Салават Юлаев се намира край село Малояз. Образувана е в популярната скала Калим-ускан, природен паметник с редки и ендемични растения. Входът към нея се намира на около 6 m над руслото на буйната планинска рекичка Сикася, която тече под скалата. През пролетта тя тече като буен поток, а през лятото водите и се стичат в понор, тя се скрива под повърхността, а руслото ѝ остава сухо и каменисто. До пещерата се достига по каменни стъпала, изсечени в почти отвесния склон на Калим-ускан.

## Скалата Калим-Ускан
Пещерата е издълбана във варовиковите пластове на скалата Калим-ускан, разположена близо до водопада Кук-Караук. Според легендите, заради несподелена любов, в древни времена от върха и се хвърлил местният юноша Калим. Живописната скала носи неговото име. Втората съставна дума „ускан“, на башкирски означава паднал, разбил се.
В околностите на пещерата растат редки ботанически видове. Наоколо се срещат и ендемични растения като астрагалус на Клер, Schivereckia podolic и други.

## Наименование
Пещерата носи името на Салават Юлаев, башкирски национален герой и сподвижник на Емелян Пугачов, въпреки че той никога не е бил в нея. Тя получава това име след излъчването на филма „Салават Юлаев“ през 1941 година. Сниман е в околностите на с. Макарово и в него участват много жители на селото. Пленяването на Юлаев, една от най-ярките сцени във филма, е заснето в пещерата. Филмът има голям успех и след него малката пещера получава името си и се превръща в популярен туристически обект.
Сред местните хора се разказва една легенда за Салават Юлаев. Според нея, след едно поражение на отряда му, той тръгва по тясната пътечка към пещерата, където враговете не смеят да го последват. Днес тя се нарича „Салаватска пътека“.

## Описание
Входът на пещерата е разположен високо и до него се стига по стръмни стъпала, изсечени по почти отвесния склон на Калим-ускан. Той е във форма на арка с височина от 7 до 10 метра. От него в тъмнината водят два прохода, разположени недалеч един от друг. Пещерата се състои от три нива, от които най-обширно е долното, с дължина около 10 m. В дясната му част теренът се издига и се достига до проход, водещ до неголяма кухина, на тавана на която има отвор с около 2 метра диаметър. През него се достига до второто ниво. От второ ниво, през тесен процеп се достига до най-горното ниво, което завършва с дълбок, тесен 70 cm проход.
В пещерата са разположени и няколко големи кухини, които имат собствени имена. Жилищната зала е осветена от дневна светлина и е съвсем суха. От нея се преминава в най-голямата зала – Тъмната. Таванът в нея е с остри издатини, а стените са от разноцветна глина.
Дъното на пещерата е заето от вечен сняг и има, обширен за нейните размери, ледник. Дължината на пещерата не е голяма – само 35 метра. В нея се наблюдава интересен акустичен ефект. Даже слаби звуци, произведени извън пещерата, вътре в нея се усилват и се чуват отчетливо.
През 2004 г. пещерата е изследвана от спелеоложка научна експедиция, начело с Л.Д. Волков. Направено е подробно описание на кухините и са взети минерални образци. В горната ѝ част са намерени интересни кристали кварцит.
- Входът към пещерата
- Скалата Калим-ускан и р. Сикася
- Поглед от пещерата към р. Сикася
- Калим-ускан